# Хоккей на траве

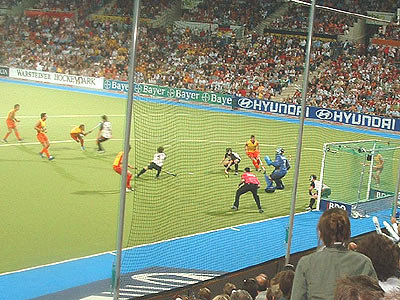
Фрагмент матча Испания — Германия.

Хоккей на траве — командный вид спорта (по одиннадцать человек в каждой команде), в который играют две команды, используя клюшку и мяч. Организацией соревнований занимается Международная федерация хоккея на траве (фр. Fédération Internationale de Hockey, FIH). В Международную федерацию хоккея входят более 126 стран.
Существует также разновидность хоккея на траве в закрытых помещениях — индорхоккей, считающийся отдельным видом спорта и отличающийся не только покрытием, но и меньшим размером площадки и количеством игроков в каждой команде.
Хоккей на траве пользуется большой популярностью в Нидерландах, Германии, Бельгии, Великобритании, Ирландии, Испании, Аргентине, Австралии, Новой Зеландии, Индии, Пакистане, Малайзии.

## Правила игры

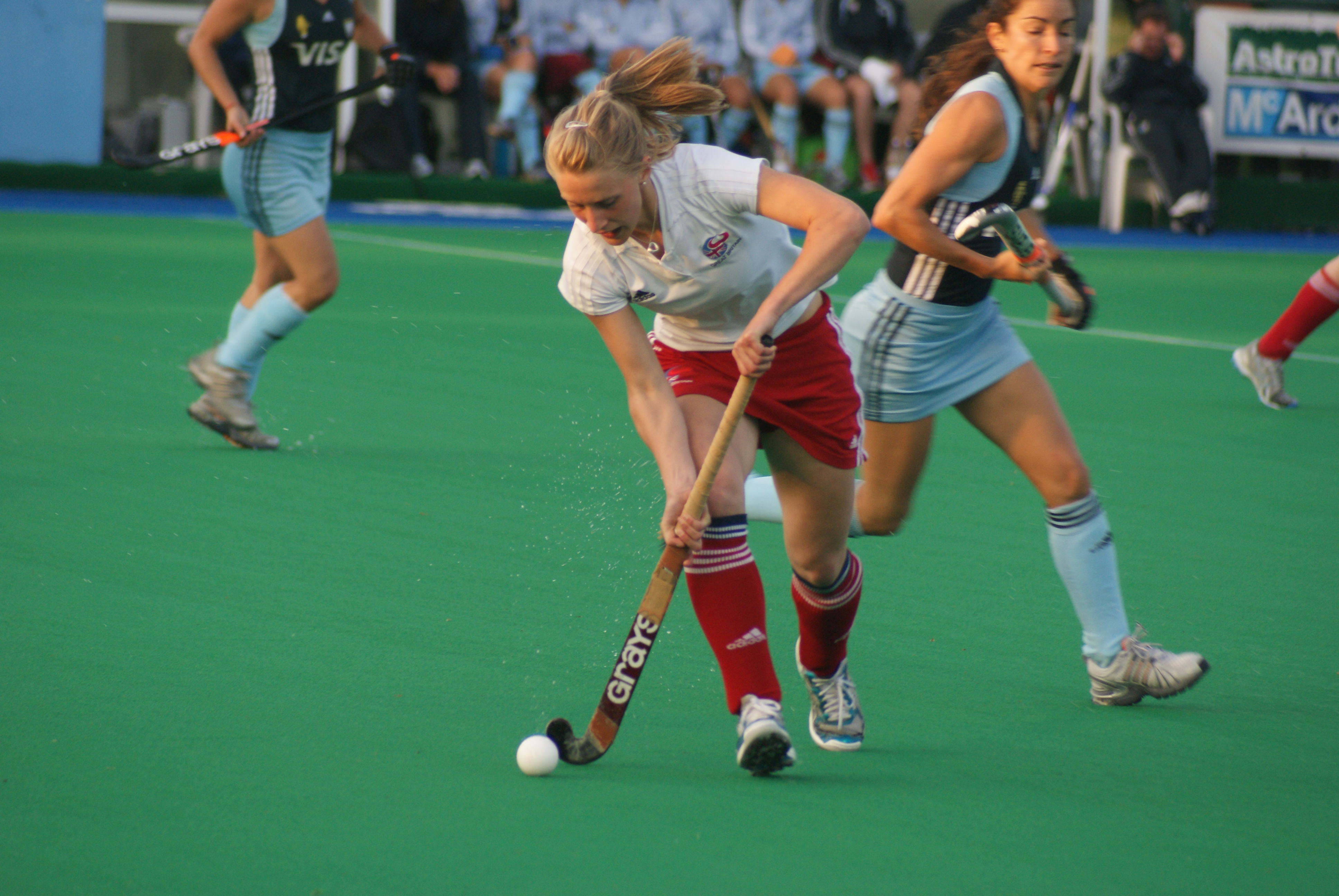

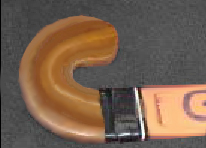
Загиб клюшки для игры в хоккей на траве.

Как и во всех разновидностях хоккея, игроки используют клюшки. Цель игры — загнать при помощи клюшки мяч в ворота соперника. Касаться мяча руками или ногами любым игрокам, кроме вратаря, запрещено. Также мяча можно касаться только плоской стороной клюшки, за касание закругленной стороной назначается штрафной удар. 
Победу одерживает команда, забившая за время игры больше голов, чем соперник. При равном счёте объявляется ничья (на некоторых турнирах может применяться дополнительное время, а по его окончании — буллиты).
Существует Европейская хоккейная лига (EHL). В этой лиге участвуют лучшие команды со всей Европы, и здесь правила значительно изменены.
Обычно, в хоккее на траве карточки (штрафы) распределяются так:
- за незначительное нарушение правил судья показывает игроку зелёную карточку-предупреждение, а в EHL зелёная карточка — это удаление с поля игрока, нарушившего правила, на 2 минуты;
- в обычных чемпионатах по хоккею на траве жёлтая карточка — это удаление игрока с поля на 2—5 минут на усмотрение судей, и в зависимости от величины нарушений, а в EHL — 5—10 минут;
- красная карточка как в обычных чемпионатах, так и в EHL — это удаление до конца игры, и возможен пропуск последующих матчей — в зависимости от нарушений.

В игре участвуют две противоборствующие команды по 11 человек. В обычных чемпионатах по хоккею на траве игра продолжается 2 тайма по 35 минут, с перерывом 5 минут, а в EHL 4 тайма по 15 минут.
Гол будет засчитан, если удар был нанесён из круга удара.

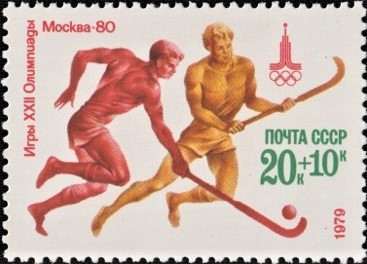
Почтовая марка СССР

Если мяч уходит за пределы поля от атакующей команды, то разыгрывается удар от ворот. Если же мяч уходит от обороняющейся команды, то разыгрывается угловой.
Если игрок обороняющейся команды нарушил правила в круге удара, то атакующая команда разыгрывает штрафной угловой.
Вратарь может только отбивать мяч любой частью тела или игровой стороной клюшки. Пенальти назначается, только в том случае, если мяч прижат к вратарю, или же вратарь специально выбил мяч рукой.
«Мёртвыми зонами» для вратаря при пенальти являются левый нижний угол на расстоянии от 40 до 60 см от земли (в зависимости от роста вратаря) и правая верхняя «девятка» (при условии, что вратарь — правша).

## Хоккей на траве в России
Датой начала истории российского хоккея на траве считается 20 июля 1933 года — именно в этот день состоялся первый матч.
В России проводятся соревнования среди мужчин и женщин — основными считаются Чемпионаты России, Кубки России и Суперкубки России.